# Jaświły (gmina)
Pour les articles homonymes, voir Jaświły.
La gmina de Jaświły est une commune rurale polonaise de la voïvodie de Podlachie et du powiat de Mońki. Elle s'étend sur 175,41 km2 et comptait 5 427 habitants en 2006. Son siège est le village de Jaświły qui se situe à environ 12 kilomètres au nord-est de Mońki et à 42 kilomètres au nord de Białystok.

## Villages
La gmina de Jaświły comprend les villages et localités de Bagno, Bobrówka, Brzozowa, Dolistowo Nowe, Dolistowo Stare, Dzięciołowo, Gurbicze, Jadeszki, Jaświłki, Jaświły, Mikicin, Mociesze, Moniuszki, Radzie, Romejki, Rutkowskie Duże, Rutkowskie Małe, Starowola, Stożnowo, Szaciły, Szpakowo et Zabiele.

## Gminy voisines
La gmina de Jaświły est voisine des gminy de Goniądz, Jasionówka, Korycin, Mońki, Suchowola et Sztabin.